# Carlos Pavón
Carlos Pavón (ur. 9 października 1973 w El Progreso) – honduraski piłkarz występujący na pozycji napastnika. Obecnie trener.

## Kariera klubowa
Carlos Pavón zawodową karierę rozpoczął w 1992 w Realu España. Występował w nim przez 2 lata, w trakcie których zdobył 2 tytuły mistrzowskie, po czym przeprowadził się do Meksyku i został zawodnikiem Deportivo Toluca. Stworzył tam duet napastników z José Manuelem Abundisem. Po roku gry dla Deportivo Pavón odszedł do San Luis. W trakcie rozgrywek przeniósł się natomiast do hiszpańskiego Realu Valladolid, gdzie w linii ataku miał okazję grać między innymi u boku Chorwata Alena Peternaca. Ostatecznie Valladolid w tabeli Primera División zajęło 16. miejsce, a Pavón w 7 meczach nie zdobył żadnej bramki.
W 1996 honduraski zawodnik powrócił do Meksyku, gdzie podpisał kontrakt z Correcaminos. Następnie był graczem kolejno takich drużyn jak Necaxa, Atletico Celaya oraz Morelia, jednak w żadnej z nich nie grał zbyt długo. W sezonie 1998/1999 zdobył dla Atletico Celaya 26 goli w 31 spotkaniach, natomiast podczas rozgrywek 2000/2001 strzelił 13 bramek w 28 meczach dla Morelii.
Dobra skuteczność napastnika sprawiła, że latem 2001 trafił on do włoskiego Udinese Calcio. Tam pełnił rolę rezerwowego, bowiem w pierwszym składzie grywali zazwyczaj David Di Michele, Vincenzo Iaquinta i Siyabonga Nomvethe. Pavón w rundzie jesiennej sezonu 2001/2002 zanotował 7 występów w lidze. Strzelił w nich 1 gola, 26 sierpnia podczas swojego debiutu w Serie A z Torino FC. W styczniu 2002 Pavón przeszedł do drugoligowego SSC Napoli. Dla nowego zespołu przez rok nie zdobył jednak żadnej bramki i na początku 2003 powrócił do Hondurasu. Podpisał tam umowę ze swoim pierwszym klubem w karierze – Realem España.
Następnie Pavón reprezentował barwy kolejno takich drużyn jak Morelia z Meksyku, Deportivo Cali z Kolumbii, Cruz Azul z Meksyku i Comunicaciones z Gwatemali. W 2006 powrócił do Realu España, po czym 19 czerwca 2007 przeszedł do amerykańskiego Los Angeles Galaxy. 19 sierpnia zdobył 2 gole w przegranym 4:5 meczu Major League Soccer z Red Bull New York, oba po asystach Davida Beckhama. Po zakończeniu sezonu Pavón znów trafił do Realu España, w 2009 przebywał kilka miesięcy w Necaksie, po czym znów przeszedł do Realu España.

## Kariera reprezentacyjna
W reprezentacji Hondurasu Pavón zadebiutował w 1993. Pierwszego gola dla drużyny narodowej zdobył 29 listopada 1995 w pojedynku z Panamą (2:0). 2 września 2000 strzelił hat-tricka podczas spotkania z Salwadorem (5:0), a 3 trafienia uzyskał również 23 maja 2001 w meczu z Nikaraguą (10:2) i 20 czerwca 2001 podczas pojedynku z Meksykiem (3:1). 13 czerwca 2007 strzelił 4 gole w spotkaniu przeciwko Kubie (5:0). Podczas gry w reprezentacji Pavón występował w wielu turniejach. W 1993, 2000 i 2007 uczestniczył w Złotym Pucharze CONCACAF, a w 2008 wziął udział w Igrzyskach Olimpijskich w Pekinie. W maju 2010 Reinaldo Rueda powołał go do kadry na Mistrzostwa Świata w RPA.